# Vladimir Ravnihar
Vladimir Ravnihar (6. března 1871 Lublaň – 18. listopadu 1954 Lublaň) byl rakouský právník a politik slovinské národnosti z Kraňska, na počátku 20. století poslanec Říšské rady, v meziválečném období jugoslávský senátor a krátce i starosta Lublaně.

## Biografie
V době svého působení v parlamentu se uvádí jako advokát v Lublani.
Vystudoval gymázium v Lublani. V roce 1891 tu organizoval sjezd slovenských a chorvatských studentů. 19. února 1898 promoval na právnické fakultě Vídeňské univerzity. Byl vedoucím pěveckého sboru v rámci akademického spolku Slovenija. V roce 1895 nastoupil na praxi k zemskému soudu v Lublani, od roku 1896 byl auskultantem u okresního soudu v Novém mestu. Zde byl aktivní i v Sokolu a v Dolenjském pěveckém spolku. Roku 1897 odešel ze soudní služby a nastoupil coby koncipient do advokátní kanceláře Dr. J. Vrečka v Celji. I zde se angažoval v národních spolcích (čtenářský spolek, Sokol, od roku 1902 čestný člen pěveckého spolku v Celji). Roku 1902 si otevřel vlastní advokátní kancelář v Lublani a zároveň zesílil své veřejné a politické aktivity. Podílel se mj. na založení předchůdkyně pozdější Slovinské filharmonie. Od roku 1902 byl náměstkem starosty lublaňského Sokola a v roce 1904 se podílel na přípravě prvního všesokolského sletu v Lublani. V této tělovýchovné organizaci se angažoval i po vzniku jihoslovanského státu. V roce 1920 se stal náměstkem starosty Jihoslovanského sokolského svazu, v roce 1921 starostou.
Působil i coby poslanec Říšské rady (celostátního parlamentu Předlitavska), kam usedl ve volbách do Říšské rady roku 1911, konaných podle všeobecného a rovného volebního práva. Byl zvolen za obvod Kraňsko 01.
V roce 1911 byl uváděn jako slovinský liberál (slovinská Národní pokroková strana, Narodno napredna stranka). Po volbách roku 1911 byl na Říšské radě nezařazeným poslancem. Podle jiného zdroje po volbách nejprve vstoupil do Českého klubu, od roku 1917 byl členem parlamentního Jihoslovanského klubu.
Jeho politická dráha pokračovala i v meziválečném období. Od konce roku 1918 do roku 1921 byl členem zemské vlády Slovinska, v níž zastával funkci pověřence spravedlnosti. Vstoupil tehdy do Jugoslávské demokratické strany. Byl za ni zvolen v roce 1921 do městské rady v Lublani. V komunálních volbách roku 1922 již kandidoval za odštěpeneckou Jsl zajednica, která se opětovně sblížila z původní Národní pokrokovou stranou. V březnu 1923 ve volbách do Skupštiny byl zvolen náhradníkem poslance. Roku 1932 byl zvolen do senátu Jugoslávie.
25. února 1935 se stal starostou Lublaně. Ve funkci setrval pouze po několik měsíců do prosince 1935. Pak byl jmenován náměstkem starosty a setrval v této funkci až do června 1942.